# Tunelul Marmaray
Tunelul Marmaray (în turcă Marmaray Tüneli) este un  tunel feroviar submarin lung de 13,5 kilometri (8,4 mi) aflat în Istanbul, Turcia, sub strâmtoarea Bosfor, care leagă Kazlıçeșme, Zeytinburnu în Europa de Ayrılıkçeșmesi în Asia. Tunelul este format din două tuneluri fiecare cu o singură cale cu trei stații de cale ferată: Yenikapı, Sirkeci și Üsküdar.
Tunelul Marmaray a fost deschis traficului de pasageri la 29 octombrie 2013. În martie 2019, partea de la suprafață a proiectului Marmaray a fost finalizată și traficul normal de trenuri, inclusiv de navetiști (pe întreaga linie), serviciile YHT și de marfă au început să circule prin tunel. Tunelul este cel mai adânc tunel cu tuburi scufundate din lume.
Numele Marmaray este format prin combinarea numelui Mării Marmara, care se află chiar la sud de locul proiectului, cu ray, cuvântul turcesc pentru cale ferată.

## Istorie

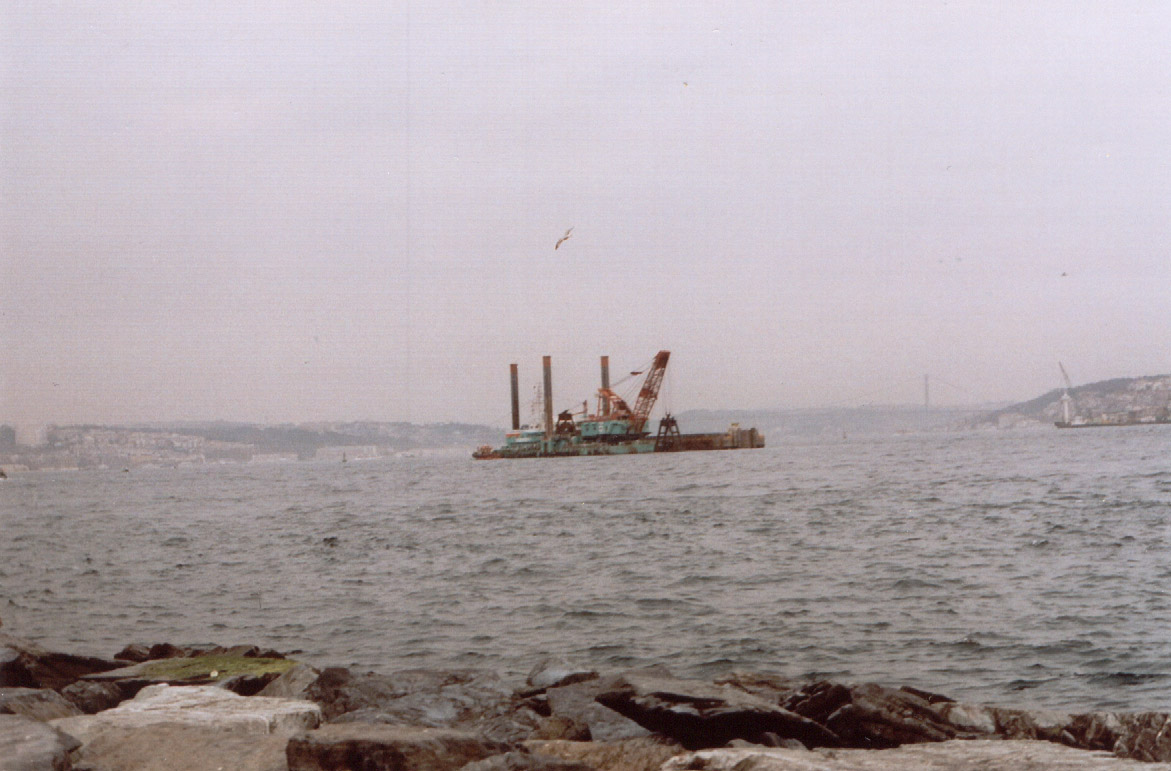
O barjă care coboară segmente ale tunelului, observată în Bosfor în 2007.

Ideea construirii unui tunel de cale ferată pe sub strâmtoarea Bosforului datează din 1860, când sultanul Abdul-Medjid I a propus pentru prima dată o trecere submarină a strâmtorii. Proiectul a fost propus din nou în 1892, sub conducerea lui Abdul-Hamid al II-lea, când inginerii francezi au planificat un astfel de tunel. Planul nu a fost niciodată pus în practică.
Planurile de construire a unui tunel modern pe sub Bosfor au fost propuse în 1997, pe baza unui studiu de fezabilitate realizat cu zece ani înainte și a capitalului necesar asigurat în 1999. Lucrările de pregătite ale proiectului au început în 2001. Construcția propriu-zisă a început în mai 2004. Tunelul a fost construit de un consorțiu turco-japonez condus de Taisei Corporation. Construcția tunelului a fost finalizată la 20 octombrie 2008, iar șinele au fost adăugate în 2009. Finalizarea proiectului a fost amânată din cauza descoperirilor arheologice de lângă Sirkeci, unde s-au găsit obiecte vechi de 8.000 de ani.
Testele au început la 6 august 2013, iar operațiunile feroviare au început la 29 octombrie, cu o ceremonie de inaugurare la Üsküdar.

## Operațiuni

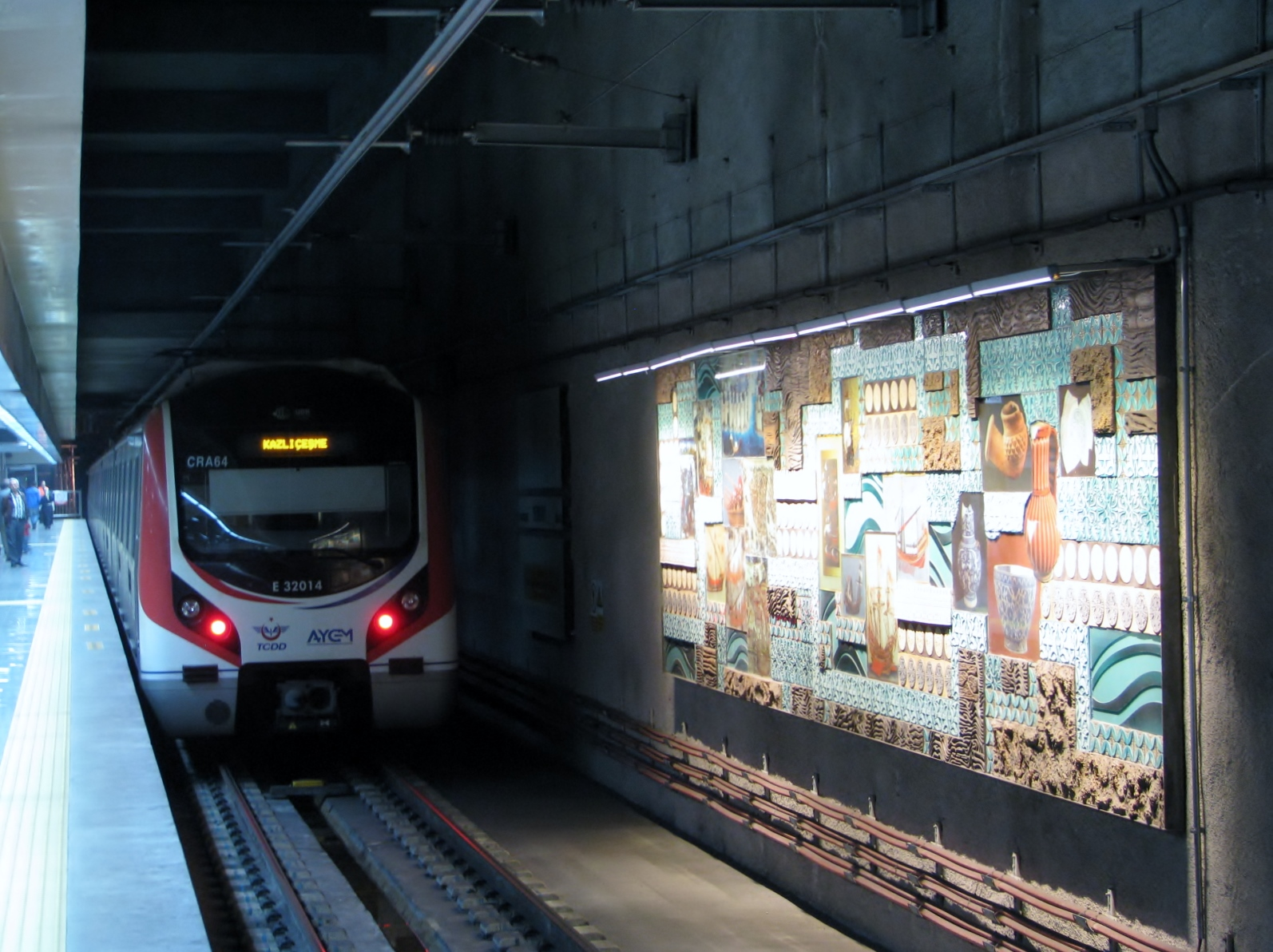
Un tren Marmaray în stația Yenikapı.

Căile Ferate de Stat din Turcia dețin tunelul, în timp ce trenurile sunt operate de compania guvernamentală de transport TCDD Tașımacılık. Ambele tuneluri sunt electrificate prin cablu aerian de 25 kV AC 50 Hz .
Intrarea vestică în tunel se află în Kazlıçeșme, Zeytinburnu în partea europeană a orașului, chiar la vest de cartierul Fatih. Din cele trei căi care se apropie de această intrarea, două dintre ele intră în tunel, în timp ce a treia cale continuă până la stația Sirkeci.
Intrarea estică a tunelului este situată în Ayrılıkçeșmesi, Kadıköy, în partea asiatică a orașului. Stația Ayrılık Çeșmesi este situată chiar în fața portalului de est. După stația Ayrılık Çeșmesi, cele două linii fac legătura cu calea ferată Istanbul-Ankara, de la stația Haydarpașa și continuă spre Gebze și Anatolia.
În noiembrie 2017, TCDD Tașımacılık operează 164 de trenuri dus-întors între Kazlıçeșme și Ayrılık Çeșmesi. Trenurile circulă din 5 în 5 minute în timpul orelor de vârf;  și din 10 în 10 minute sau din 15 în 15 minute în rest. În total, prin tunelurile Marmaray intră zilnic 328 de trenuri programate.

## Construcție
Betonul rezistent la foc fabricat în Norvegia a fost un element crucial pentru siguranța proiectului.
Secțiunea submarină a tunelului Marmaray este cel mai adânc tunel cu tuburi scufundate din lume, punctul său cel mai adânc fiind de 60 metri (200 ft) sub nivelul mării. Această secțiune a tunelului are 1.387 metri (4.551 ft) lungime și este formată din 11 secțiuni coborâte cu șlepuri în Bosfor. Opt dintre aceste secțiuni au o lungime de 135 metri (443 ft), două dintre ele au o lungime de 98,5 metri (323 ft) și una are o lungime de 100 metri (330 ft). Înainte ca secțiunile tunelului să fie coborâte sub apă, o porțiune de pământ de sub Bosfor a trebuit să fie întărită. Acest lucru a fost făcut prin coborârea coloanelor de beton de 4-10 metri lungime, ceea ce a stabilizat zona. Tunelurile au fost asamblate pe uscat în docurile din Tuzla și au fost testate la Büyükada. După aceea, au fost remorcate către pozițiile lor din capătul sudic al Bosforului. 
Odată ce tunelurile au fost coborâte la locul lor, acestea au fost acoperite cu umplutură, a fost scoasă apa din ele și sigilate. 
Mașini de săpat tunele (Tunnel boring machines, TBM) au fost utilizate pentru a fora tunelurile pe sub uscat. Secțiunea subterană a tunelului este formată din două tuneluri tubulare, fiecare cu o singură cale ferată. Căi pietonale de acces se găsesc în fiecare tub.